# 深崎暮人
深崎 暮人（みさき くれひと、3月28日 - ）は、日本の男性イラストレーター・原画家。北海道出身、東京都在住。妻は同じくイラストレーターの黒谷忍。

## 略歴
少年時代はSDガンダムやゲームにはまっていて、攻略本に載っているイラストの模写をしていた。当時はメカやモンスターを描いていた。
『女神転生』などのコンシューマゲームの影響で、ゲーム系CGの専門学校に進学。学科は映像系で、3Dを習っていた。この時に同級生として、後に同人・商業での共同作業者となる黒谷忍 (Puffsleeve) と出逢っている。PCゲームからセガサターンへ移植されたギャルゲーを興味本位でプレイしたことがきっかけで、美少女キャラに興味を持ち始める。
専門学校卒業後、パチンコメーカーに就職し、パチンコ台のデザインや企画を担当。元々ギャンブルはやらず、入社後もはまることはなかったという。
その後、会社にいても自分は成長しないと思ったことと、父親の会社を手伝うため、建設系に転職。現場での業務に従事していたが、1年で椎間板ヘルニアを患い、現場仕事が出来なくなったため、会社の事務を担当する。現場仕事より、時間にゆとりが出来たため、絵を描き始める。当時はmixiが流行り始めた頃で、これをきっかけにネットで自分の絵を公開するようになる。
2005年、黒谷忍とサークル「Cradle」を主催し、同人活動を開始。最初期はオリジナルイラストの同人誌を発行していたが、すぐに当時盛り上がりつつあった同人ゲーム『東方Project』のイラスト同人誌を出すようになり、注目を集める。東方の2次創作を行っていた理由として、東方のイベントの熱気が凄くて参加するのが楽しかったこと、（当時は）エロから遠いジャンルだったため入り易かったこと、世界観やキャラクターデザインの独創性に惹かれたことを挙げている。
視野を徐々に広げたいと思うようになり、現在のジャンルは、オリジナルと東方以外の版権がメインである。また、同サークルを主宰していた黒谷が独立した個人サークルを持つようになる。
エンターブレインからメールにより、雑誌『マジキュー』で、初めて商業の仕事を貰う。以降、イラストレーターとして、一般・成人向け問わず、精力的に活動している。
2008年、ABHARの『水平線まで何マイル?-Deep Blue Sky & Pure White Wings-』で、初めてPCゲームの原画を担当し、同作は大ヒットする。
2011年9月5日、自身のTwitterにおいて、眼の不調を感じて眼科に行ったところ、網膜剥離と診断され、早めに手術しなければ危険な状態であることを発表した。翌日、患っているのは右目であり、レーザー手術ではなく、外科手術をしなければならない可能性が高いことを明かした。入院して手術を行い、9月15日に退院した。以後、仕事に復帰している。

## 人物・作風
影響を受けた作家として美樹本晴彦を挙げており、身体のバランス、特に関節の描き方について影響を受けている。『E☆2』での美樹本との対談で、関節が好きなことを告白するも、美樹本からその辺りについては意識していないと返答された。
絵を描き始めた初期はごとPの影響を受けて、CGをやり始めた。
絵柄については、共同作業者である黒谷忍の影響が多いと述べており、「可愛い」と「エロい」を自分が納得するまで描き続けた結果、最終的にしっくりきたのが今の絵柄とのこと。元々の理想は、昔のRPG（曰く『ウィザードリィ』的なリアルな感じ）のイラストの様な頭身の高い絵で、実際に東方の同人誌を出していた頃は、キャラの眼が小さめで頭身が高い絵柄であった。
冴えない彼女の育てかたBD/DVDのオーディオコメンタリーにおいて黒谷忍と夫婦であると公表した。
やるドラの『季節を抱きしめて』がお気に入り。丸戸史明は『ダブルキャスト』派だったので、二人の間で論争になった。
ギャルゲーの中でもエルフの作品が好きで、特に『この世の果てで恋を唄う少女YU-NO』を絶賛している。また、『下級生』のメインヒロインである結城瑞穂に思い入れがあり、自分が描くキャラクターに髪が長い女の子が多いのは、その影響があると述べている。
研究熱心であり、「文化差別をしない」というポリシーの下、様々な媒体をチェックしている。女性用下着やスカート、鞄などの小物を実際に購入し、資料としてキャラクター作りの参考にしている。AVの動向に注目して、流行り廃りを仕事に取り入れており、実際に『失われた未来を求めて』でのラブシーンに反映されている。
音楽では渡部恭久 (Yack.) のファンであり、自身のイラストと渡部の音楽とをコラボレーションさせた、音楽CD付属のオリジナル同人誌を発行している。
イラストレーターのKEIから注目の作家として名前を挙げられている。また、一緒に合同誌を発行していたこともある。

## 作品リスト
下記以外にもグッズのイラストや企業のイベントイラスト、同人CDのジャケットイラストなど、多数手がけている。

### 書籍
- E☆2（発行：メディエイション 発売：飛鳥新社→ビオ・マガジン）ピンナップイラスト及び、他イラストレーターとの対談
- 月刊コミック電撃大王（発行：アスキー・メディアワークス 発売：角川グループパブリッシング、 2008年5月 - 2009年5月）巻頭ピンナップイラスト
- COMIC阿呍（ヒット出版社、2009年6月 - ）表紙連載
- よいこの萌えっ娘!濡れスケ!!（コアマガジン、2011年7月1日初版発行）表紙イラスト・インタビュー

### PCゲーム原画
- 水平線まで何マイル?-Deep Blue Sky & Pure White Wings- (ABHAR)
- すまいるCubic! -水平線まで何マイル?アフター&アナザーストーリーズ- (ABHAR)
- 失われた未来を求めて (TRUMPLE)

### 小説挿絵
- ぼくと彼女に降る夜（八街歩著、富士見ファンタジア文庫）
- 冴えない彼女の育てかた（丸戸史明著、富士見ファンタジア文庫）
- 原点回帰ウォーカーズ（森田季節著、MF文庫J）
- アリス×アカデミィ -彼女のついたウソ-（関涼子著、GA文庫）
- ありす×ユニバース -キャプテンはJK-（関涼子著、GA文庫）
- クロクロクロック（入間人間著、電撃文庫）
- アラタなるセカイ（入間人間著、電撃入間文庫）
- あそびのかんけい（葵せきな著、富士見ファンタジア文庫）

### CDジャケットイラスト
- RAMM feat.ayami『Freedom』（2012年3月21日）
- Diverse System 『Japan』 （2013年8月12日）
- Diverse System 『Japan2』 （2023年12月30日）
- RAMM feat.ayami『(REBIRTHED);』（2024年10月20日）

### デザイン・イラスト
- アニメージュ（徳間書店、2006年）紙面デザイン3P（ベースのみ）
- POP画集 SUPER LOLLIPOP（三才ブックス、2007年9月14日初版発行）装丁全般
- ダイキ工業各種フィギュア（2007年）パッケージデザイン
- テレビアニメ『もえたん』DVD予約特典 クリアファイルデザイン2種
- クイーンズブレイド_グリムワール キャラクターデザイン（不思議の国の闇使い アリシア）
- アンジュ・ヴィエルジュ キャラクターデザイン（アウロラ）
- チュウニズム キャラクターデザイン（美嶋はるな）
- 22/7（2016年） キャラクターデザイン（斎藤ニコル）
- OFF- KAi!!（2016年）イメージキャラクターデザイン （マルィシュカ・オフカ）
- ラグナストライクエンジェルズ（2016年） キャラクター原案
- 明石スクールユニフォームカンパニー（2018年） PRキャラクター イラスト・原画（帆風あおい、神楽小町、藤栄しおん）
- ラブライブ! スクールアイドルフェスティバル キラキラ☆転入生フェスティバル SSRカードイラスト（九条聖来、多々良るう）
- アズールレーン ゲストイラスト（赤城、翔鶴）
- 超昂大戦エスカレーションヒロインズ キャラクターデザイン（ビートアイドル・マリナ、ビートスター・マリナ）
- PRESTIGEの公式VTuber キャラクターデザイン（メロウ･P･ハート）
- Pan Piano（2022年） イメージキャラクターデザイン
- 深崎暮人×SHIBUYA TSUTAYA IP書店プロジェクト（2024年）キャラクターデザイン（白雪心逢、白雪詩愛）
- 蓮ノ空女学院スクールアイドルクラブ
  - Link！Like！ラブライブ！「Bloom the smile, Bloom the dream!」リリックビデオ用イラスト
- Fate/Grand Order
  - スペース・ファンタズムーン アナザー・クリスマス 真夜中のこんふぁんた（概念礼装 「聖なる夜に祝福を」イラスト）
- 雀魂 6周年 記念イラスト

### 画集
- CRADLE 深崎暮人 画集（発行：E☆2編集部・発売：廣済堂出版）
  - 限定版（ハードカバー仕様、2010年12月22日第1版第1刷発行）ISBN 978-4-331-90053-6
  - 通常版（ソフトカバー仕様、2011年1月5日第1版第1刷発行）ISBN 978-4-331-90052-9
- COMIC阿吽表紙イラスト小画集（COMIC阿吽2011年6月号付録）
- COMIC阿吽表紙イラスト小画集ver.2（COMIC阿吽2013年6月号付録）
- COMIC阿吽表紙イラスト小画集ver.3（COMIC阿吽2015年6月号付録）
- COMIC阿吽表紙イラスト小画集ver.4（COMIC阿吽2017年7月号付録）
- COMIC阿吽表紙イラスト小画集ver.5（COMIC阿吽2018年7月号付録）
- COMIC阿吽表紙イラスト小画集ver.6（COMIC阿吽2020年8月号付録）
- COMIC阿吽表紙イラスト小画集ver.7（COMIC阿吽2022年8月号付録）
- COMIC阿吽表紙イラスト小画集ver.8（COMIC阿吽2023年12月号付録）
- 冴えない彼女の育てかた 深崎暮人画集 上 Flat.（発行：KADOKAWA、2021年5月17日初版発行）ISBN 978-4-04-073624-2
- 冴えない彼女の育てかた 深崎暮人画集 下 Fine.（発行：KADOKAWA、2022年5月2日初版発行）ISBN 978-4-04-073625-9

### アニメ
- 俺たちに翼はない（第5話エンドカードイラスト）
- 輪廻のラグランジェ（第3話エンドカードイラスト）
- 俺の妹がこんなに可愛いわけがない。（第2話エンディングイラスト）
- Occultic;Nine -オカルティック・ナイン-（第8話エンドカードイラスト）
- グロウアップショウ 〜ひまわりのサーカス団〜（キャラクター原案[6]）